# Guéthary
Guéthary – miejscowość i gmina we Francji, w regionie Nowa Akwitania, w departamencie Pireneje Atlantyckie.
Według danych na rok 1990 gminę zamieszkiwało 1105 osób, a gęstość zaludnienia wynosiła 789 osób/km² (wśród 2290 gmin Akwitanii Guéthary plasuje się na 391. miejscu pod względem liczby ludności, natomiast pod względem powierzchni na miejscu 1576.).
Urodził się i zmarł tu arcybiskup tokijski Pierre-Xavier Mugabure. Jest to także miejsce urodzenia meksykańskiego reżysera Felipe Cazalsa.